# The Escapists 2
The Escapists 2 è un videogioco di ruolo strategico sviluppato da Moldy Toof Studios e pubblicato da Team17. È il sequel di The Escapists ed è stato pubblicato in tutto il mondo per Microsoft Windows, macOS, Linux, PlayStation 4 e Xbox One nell'agosto del 2017. Le versioni per Nintendo Switch e per mobile sono uscite rispettivamente nel 2018 e nel 2019.

## Modalità di gioco
Nel gioco, i giocatori assumono il controllo di un detenuto con una prospettiva dall'alto verso il basso. Il detenuto deve seguire le routine quotidiane in prigione e, allo stesso tempo, completare le ricerche per i compagni di reclusione e cercare opportunità di fuga. The Escapists 2 presenta un sistema di creazione che consente ai giocatori di creare oggetti come pale, taser e manichini per confondere le guardie. Una volta che il personaggio del giocatore viene catturato, tutti i progressi vengono persi e il detenuto viene messo in isolamento. Rispetto ai suoi predecessori, il gioco ha una più ampia varietà di prigioni, inclusi veicoli per il trasporto di prigionieri e strutture di incarcerazione ambientate nello spazio o in un futuro ambientato da cyborg. Ci sono anche più opzioni di personalizzazione per il personaggio del giocatore. Il gioco presenta un sistema di combattimento ampliato che consente ai giocatori di agganciare bersagli, bloccare ed eseguire attacchi leggeri e pesanti.

## Accoglienza
Il gioco ha ricevuto recensioni generalmente positive dalla critica secondo l'aggregatore di recensioni Metacritic con un punteggio medio di 75. La versione per Nintendo Switch ha ricevuto invece recensioni contrastanti a causa dei comandi , con un punteggio medio di 73. 